# I ja no en quedà cap
I ja no en quedà cap o Deu negrets (originalment en anglès, And Then There Were None) és una sèrie de televisió de thriller i de misteri del 2015 que es va emetre per primera vegada a BBC One del 26 al 28 de desembre de 2015. El programa de tres parts va ser adaptat per Sarah Phelps i dirigit per Craig Viveiros i està basat en la novel·la homònima d'Agatha Christie de 1939. La sèrie compta amb un repartiment coral, que inclou Douglas Booth, Charles Dance, Maeve Dermody, Burn Gorman, Anna Maxwell Martin, Sam Neill, Miranda Richardson, Toby Stephens, Noah Taylor i Aidan Turner. El programa segueix un grup de desconeguts que són convidats a una illa aïllada on són assassinats un a un pels seus crims passats. S'ha doblat al català oriental amb el títol I ja no en quedà cap per TV3, que va emetre-la l'1 d'agost de 2020, i al valencià per a À Punt l'estiu de 2021, sota el nom de Deu negrets.
La sèrie, que va debutar amb 6 milions d'espectadors, va rebre elogis de la crítica i molts van elogiar el guió, les interpretacions i la fotografia. També va obtenir puntuacions altes.